# درک دولی (بازیکن فوتبال)
درک دولی (انگلیسی: Derek Dooley; ۱۳ دسامبر ۱۹۲۹ – ۵ مارس ۲۰۰۸) بازیکن فوتبال اهل بریتانیا بود.
از باشگاه‌هایی که در آن بازی کرده‌است می‌توان به باشگاه فوتبال شفیلد ونزدی و باشگاه فوتبال لینکولن سیتی اشاره کرد.